# 弗朗切斯科·維加諾
弗朗切斯科·維加諾（1966年3月1日—）米蘭博科尼大學刑法教授。由總統塞尔焦·马塔雷拉任命為憲法法庭法官，於2018年3月8號宣誓就職。

## 生平
維加諾1989年畢業於米兰大学，1991年到1993年就讀於慕尼黑大學，1998年取得帕維亞大學博士學位。
1995年起在布雷西亚大学擔任研究員，2001年他成為了同大學副教授，教授比较刑法。从2004年到2016年，他在意大利米兰大学教授進階刑事法和歐盟刑事法。自2016年，他在博科尼大学教授刑法和跨国犯罪法律。
2018年2月24日，他被總統塞尔焦·马塔雷拉任命為憲法法庭法官。